# آرایه منطقی قابل‌‌برنامه‌ریزی

نمونهٔ طرحوارهٔ PLA

آرایه منطقی قابل‌برنامه‌ریزی (PLA) نوعی قطعه منطقی قابل‌برنامه‌ریزی است که برای پیاده‌سازی مدارهای منطقی ترکیبی استفاده می‌شود. PLA دارای مجموعه‌ای از سطوح دروازه AND قابل‌برنامه‌ریزی است که به مجموعه‌ای از سطوح دروازه OR قابل‌برنامه‌ریزی متصل می‌شوند که می‌توانند به صورت مشروط برای تولید خروجی مکمل شوند. آن دارای 2N گیت AND برای N متغیر ورودی، و برای M خروجی از PLA، باید M گیت OR وجود داشته باشد که هر کدام دارای ورودی‌های قابل‌برنامه‌ریزی از همه گیت‌های AND هستند. این جانمایی (به انگلیسی: layout) باعث می‌شود که بسیاری از توابع منطقی در  صورت‌های متعارف مجموعِ حاصلضرب‌ها ساخته شوند.
PLAها از قطعات منطق آرایه‌ای قابل‌برنامه‌ریزی (PALها و جیی‌ای‌ال‌ها) تفاوت دارند زیرا هر دو AND و OR سطوح دروازه قابل‌برنامه‌ریزی هستند.

## پیشینه
در سال ۱۹۷۰، تگزاس اینسترومنتس یک آی‌سی ماسک-قابل‌برنامه‌ریزی بر اساس حافظه تداعی‌گر فقط-خواندنی یا ROAM آی‌بی‌ام را توسعه داد. این افزاره، TMS2000، با تغییر لایه فلزی در طول تولید IC برنامه‌ریزی می‌شد. TMS2000 تا ۱۷ ورودی و ۱۸ خروجی با ۸ فلیپ فلاپ JK برای حافظه داشت. TI اصطلاح آرایه منطقی قابل‌برنامه‌ریزی را برای این قطعه ابداع کرد.